# Георги Мучитанов
Георги К. Мучитанов или Мучитано, известен като Касапчето или Влашето (на арумънски: Ioryi Mucitano), е български революционер от влашки произход, войвода на Вътрешната македоно-одринска революционна организация.

## Биография
Георги Мучитанов е роден в 1882 година в Крушево, днес Северна Македония и по народност е влах. Завършва IV клас в румънското училище в София, където организира армънски комитет за въоръжена борба в Македония. По време на Илинденско-Преображенското въстание през 1903 година е в четата на Гьорче Петров. След въстанието става самостоятелен войвода и дълги години води чета на ВМОРО в Берско, Негушко и Ениджевардарско. През 1906 година по каналите на ВМОРО влиза в Македония с чета съставена от власи: Косту Дабижа, Таки Динчя и Наум Петрушевски от Крушево, Унчю Дамаш и Георги (Йори) Гаки Доду от Гопеш, и Наки Кузман от Маловища. В Паяк планина предава ръководството на четата на Михаил Хандури от Ливада
През лятото на 1907 година той или Георги Касапчето от Месимер заедно с Иван Златанов и Михаил Хандури се среща с Телос Агапинос и Андон Минга, които се опитват да ги привлекат на гръцка страна и да развалят българо-влашкия съюз в Ениджевардарско. Андартите са пленени и обесени няколко дни по-късно.
След Младотурската революция от юли 1908 година Георги Мучитанов, Алексо Стефанов и Трайко Краля се заемат да възстановят активността на ВМОРО в Битолско. Георги Касапчето и Васил Пуфката убиват през 1909 година Йово Йованович, бивш деец на ВМОРО, поставил се в услуга на турската власт.
В 1910 година Мучитанов участва в дейността на Българската народна македоно-одринска революционна организация.
Мучитанов загива на 2 август 1911 година заедно с войводите Апостол Петков и Васил Пуфката край село Крушари, Ениджевардарско.
Георги Мучитанов е герой от трисерийния български филм „Мера според мера“, като ролята му се изпълнява от актьора Людмил Тодоров.
- Георги Мучитанов в средата
- Отпред Георги Мучитанов, вляво Таки Николов и други дейци на ВМОРО
- Труповете на Георги Мучитанов – Касапчето, Апостол Петков и Васил Пуфката